# El Águila Azteca
El Águila Azteca fue un tren de pasajeros que brindaba servicio entre la Ciudad de México y Nuevo Laredo, con conexión hasta la estación de San Antonio, el cual era operado por Ferrocarriles Nacionales de México. 
Este tren fue la principal conexión ferroviaria de pasajeros entre las principales ciudades de Estados Unidoss y México en la década de 1950. Esto gracias al Texas Eagle y al Inter-American.
El tren contó con 29 estaciones repartidas entre Estados Unidos y México.

## Historia

### Inicio
El camino desde Estados Unidos era mediante el Missouri Pacific, adquirido en 1879 que llegó a San Antonio en 1900. En 1881, el Texas-Pacific, completó el enlace desde Dallas y El Paso, cerca de Ciudad Juárez.

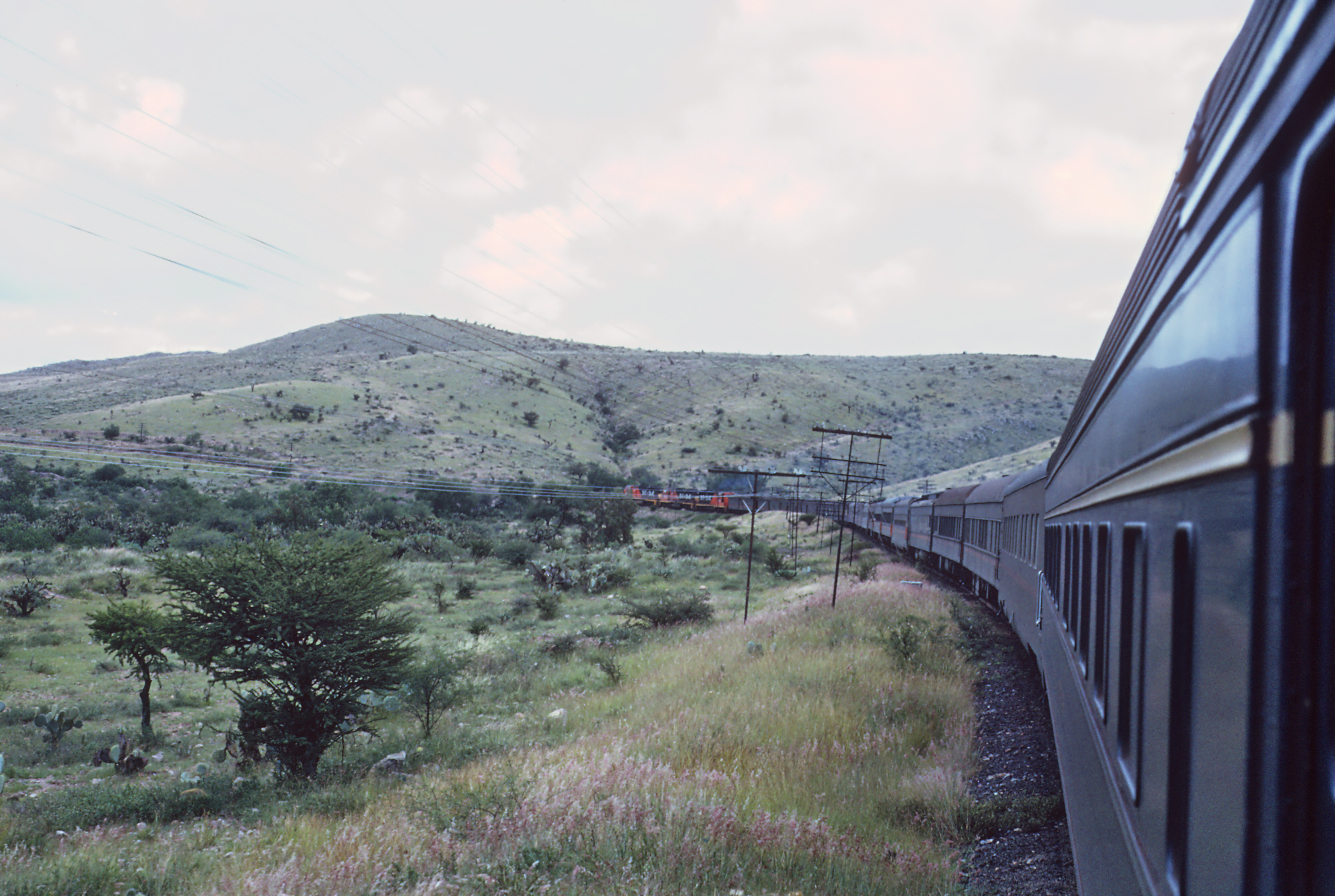
El tren al sur de San Luis Potosí, en 1966.

A partir de 1915, el tren insignia del Missouri Pacific fue el "Sunshine Special", anunciado con coches cama desde San Luis y de Memphis a California y vía Laredo a Ciudad de México. En 1929, la agencia de turismo Raymond & Whitcomb, famosa por sus ofertas especiales el  "Land Cruise Liner", el cual era un tren compuesto por coches cama Pullman, restaurante y vagón de observación con gimnasio y barbería, el cual ofrecía tours desde San Antonio a la Ciudad de México y Guadalajara, pero la crisis  detuvo los trenes en 1931.

### Nacionalización
El 23 de junio de 1937, el expresidente Lázaro Cárdenas decretó la nacionalización de la empresa Ferrocarriles Nacionales de México, asi nacionalizando muchas linas de trenes, incluyendo las líneas A y B, donde pasaba el Águila Azteca.
El Águila Azteca apareció por primera vez en los horarios de Missouri Pacific después de la inauguración del Texas Eagle en agosto de 1948. El Texas Eagle puso fin a la operación de larga data de los vagones Pullman en el Sunshine Special entre San Luis y la Ciudad de México, y los funcionarios del MP no estaban dispuestos a asignar su número limitado de autos aerodinámicos para el servicio en México. El Águila Azteca, el cual contaba con los trenes 21 y 22, sirvió así como una extensión del South Texas Eagle, aunque se requirió un cambio de trenes multiplataforma en San Antonio.
A partir de 1937, se podía llegar a la Ciudad de México una vez por semana desde San Luis, el tren salía todos los domingos por la noche y llegaba a México la noche del martes. El tren por mucho tiempo fue descrito como la conexión más rápida para los viajeros procedentes de Europa, los cuales llegaban en barco de vapor en Nueva York, y luego se desplazaban en un "tren turístico de lujo" hacia México, este servicio terminó en diciembre de 1940.
En 1952, los conjuntos de Ferrocarriles Nacionales de México eran ordenados por tren elegantes construidos por la empresa Schindler de Suiza. Estos trenes consistían de habitaciones con baño y también habitaciones tipo Pullman con cama. 
Sin embargo, en los años 80, el tren era una mezcla de varios coches sin comedor, que solo corrían de Nuevo Laredo a México. Había un tren mejor que constaba únicamente de literas, restaurante y salón de observación, El Regiomontano, el cual iba de Monterrey a México.

### Privatización y cierre en operaciones
Tras la privatización del servicio de transporte ferroviario nacional en 1996 y 1997 por el expresidente Ernesto Zedillo y la extinción de Ferrocarriles Nacionales de México en 2001; Kansas City Southern de México decide finalizar la ruta Águila Azteca junto con El Regiomontano idefinidamente en 1997, dejando el material rodante para el tren de carga y un uso en el futuro. Posteriormente, se utilizó dicha infraestructura con la construcción del Ferrocarril Suburbano de la Zona Metropolitana del Valle de México, el llamado Sistema 1, que corre de la Estación Buenavista a Cuautitlán, y que se basaba en los llamados Trenes Radiales Metropolitanos. Inaugurado en 2008, este sistema de tren de media velocidad ocupó el derecho de vía de las Vías Juárez, Morelos, A y B hasta el Punto Kilométrico (PK) 26+400 de ambas vías, aunque su fin es construirse hasta la ciudad de Huehuetoca e incluso llegar hasta la ciudad de Monterrey con un sistema metropolitano que uniría al Distrito Federal, Nuevo Laredo y varias ciudades intermedias en cuatro entidades federales.Mientras tranto opera un tren en las montañas de Barranca del Cobre.

### Reanudación (Tren México-Nuevo Laredo)
El 20 de noviembre de 2023 el gobierno de Andrés Manuel López Obrador anuncia decreto para reactivar siete rutas de trenes de pasajeros. Entre las que se encuentra la de México-San Luis Potosí-Monterrey-Nuevo Laredo. Un mes más tarde CP-KC declara su interés.
En septiembre de 2024, Hernán Villareal Rodríguez, titular de la Secretaría de Movilidad y Planeación Urbana de Nuevo León, dijo que apoyarían en dicha ruta pues se compaginaría con el Tren de Alta Velocidad Monterrey-Texas, y agregó que ya se habían asignado recursos para los estudios de adquisición y trazo del derecho de vía. Ese mismo mes el gobernador neoleonés Samuel García Sepúlveda anunció una gira de trabajo en la ciudad de Austin, en la impulsó los proyectos con la posibilidad de extenderse a Dallas.
El 27 de abril de 2025 la presidenta Claudia Sheinbaum por su visita a Querétaro, inició trabajos de construcción para el Tren México-Nuevo Laredo en su tramo Ciudad de México-Querétaro, comenzando desde la estación Buenavista hasta la nueva estación en Querétaro llamado La Corregidora, en septiembre del mismo año también se inicia en construcción en el tramo Saltillo-Nuevo Laredo.

## Servicio internacional

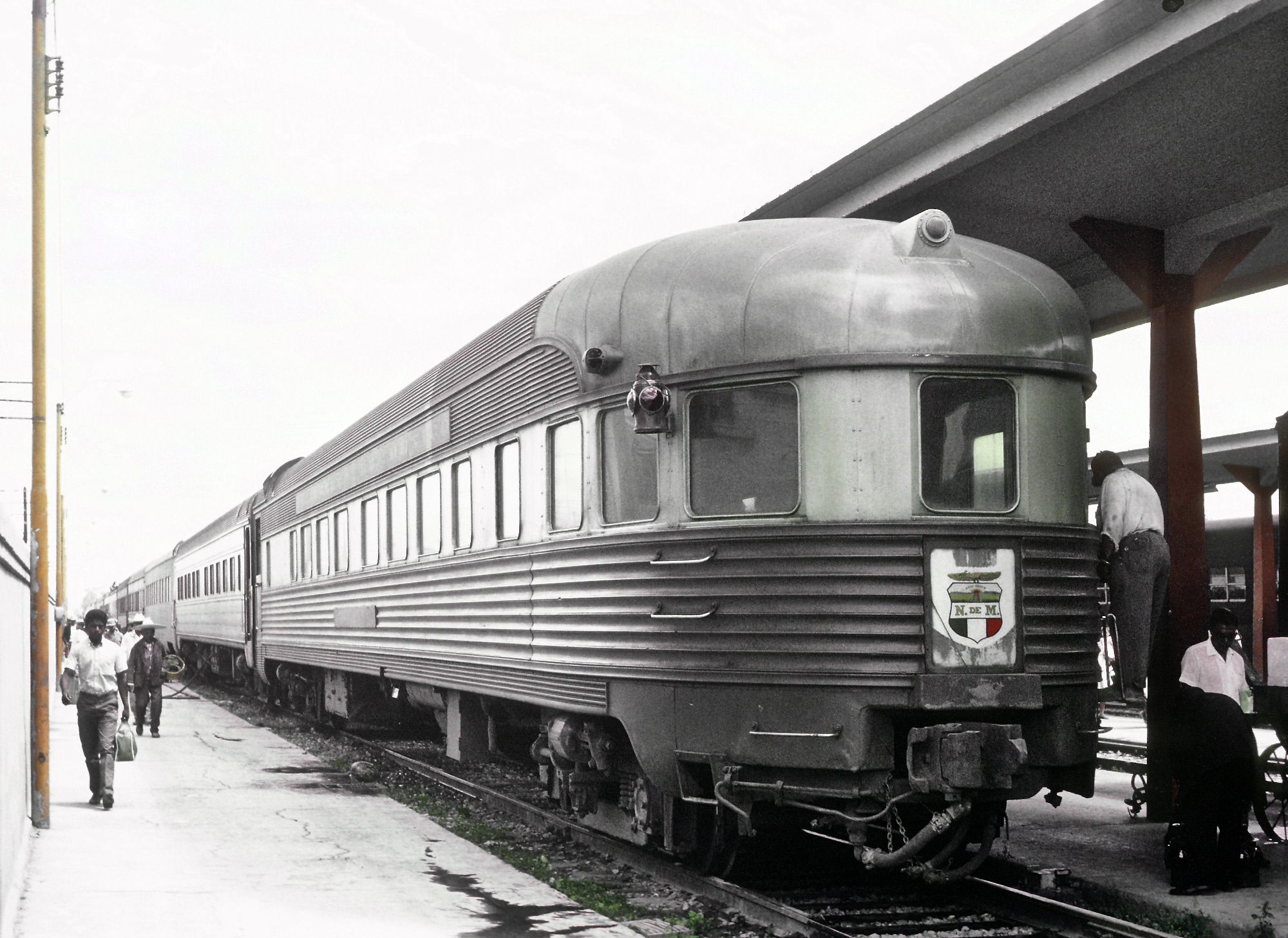
Coche en la estación de San Luis Potosí, en 1966.

Desde sus inicios, hasta finales de la década de 1960, se contaban con vagones que continuaban desde Nuevo Laredo, Tamaulipas, donde se hacía una conexión con el Texas Eagle para San Luis (Misuri), operado por la Missouri Pacific Railroad y la Texas y Pacific Railway. Asimismo, había coches cama Pullman que continuaban hasta San Luis.
El Inter-American hacia posible que en Laredo, los pasajeros pudieran cruzar la frontera hacia Nuevo Laredo  y conectarse con el tren perteneciente a los  Ferrocarriles Nacionales de México.

## Amenidades
El tren contaba con diferente amenidades como regaderas, comedor, alcobas familiares y un coche bar-observatorio.
Algunos coches comedores se destacaban por su elegancia. Las cocinas de los trenes fueron diseñadas y adaptadas para las necesidades de los  cocineros, tiempo después las cocinas se renovaron con el fin de que fuera más ágil el desempeño de la elaboración de los alimentos.
El tren usaba habitualmente los coches comedores Mitla y Monte Albán, en los que se podían disfrutar de buenos platillos a precios accesibles. Existieron también los coches cafetería donde se permitía jugar cartas, fumar y eran atendidos por cocineros y meseros. De la elegancia y la sobriedad, tiempo después se pasó al minimalismo.